# Франко, Лерин
Лерин Дайана Франко Стенери (исп. Leryn Dahiana Franco Stenery, род. 1 марта 1982, Асунсьон) — парагвайская копьеметательница и фотомодель, двукратная медалистка чемпионата Южной Америки по лёгкой атлетике (2007 и 2011).
Обладательница национального рекорда Парагвая — 57 м 77 см (8 июня 2012 года, Баркисимето).

## Спортивная карьера

### Юность
В 1998 году Лерин победила на молодёжном чемпионате Южной Америки по лёгкой атлетике в Манаусе. В 1999 году на молодёжном чемпионате мира в Быдгоще заняла 7 место. В 2001 году она победила на юниорском чемпионате Южной Америки по лёгкой атлетике в Санта Фе. В 2004 году Лерин победила на чемпионате Южной Америки по лёгкой атлетике (участники до 23 лет) в Баркисимето.

### Чемпионат мира-2003 в Париже
На своём первом чемпионате мира Лерин выступила неудачно, заняв 24 место в общем зачёте с результатом 51 м 13 см.

### Летняя Олимпиада-2004 в Афинах
Франко участвовала в летних Олимпийских играх 2004 в составе сборной Парагвая, где заняла 21-е место в группе и 42-е в общем зачёте (50 м 37 см).

### Летняя Олимпиада-2008 в Пекине
Франко вновь выступила на пекинской Олимпиаде 2008 года, более чем на 15 метров не достигнув своего личного рекорда, и заняв всего 51-е место в общем зачёте (25-е место в группе) (45 м 34 см).

### Летняя Олимпиада-2012 в Лондоне
На своей третьей Олимпиаде Лерин с результатом 51 м 45 см заняла 18-е место в группе и 34-е место в общем зачёте.

## Карьера фотомодели
В 2006 году Лерин заняла вторые места в конкурсах «Мисс Парагвай» и «Мисс Бикини Вселенной»; в 2007 году вышел календарь с фотографиями Лерин работы Мартина Креспо. Часто появляется в журнале Sports Illustrated. В 2011 году снималась для журнала FHM, а в 2012 году — для журнала Maxim.

## Спортивный функционер
В начале 2012 года Франко стала директором департамента лёгкой атлетики асунсьонского клуба «Соль де Америка».